# Pol Havās
Pol Havās (persiska: پل هواس, Bolhavāz, Pel Havās) är en ort i Iran.   Den ligger i provinsen Kermanshah, i den västra delen av landet, 500 km väster om huvudstaden Teheran. Pol Havās ligger 1 479 meter över havet och antalet invånare är 117.
Terrängen runt Pol Havās är kuperad åt nordväst, men åt sydost är den platt.Runt Pol Havās är det ganska tätbefolkat, med 60 invånare per kvadratkilometer. Närmaste större samhälle är Kūzarān-e Sanjābī, 7,8 km öster om Pol Havās. Trakten runt Pol Havās består i huvudsak av gräsmarker.